# Tour du Poitou-Charentes 2016
La 30e édition du Tour du Poitou-Charentes a lieu du 23 au 26 août 2016 en France, dans la région Nouvelle-Aquitaine. La course fait partie de l'UCI Europe Tour 2016 en catégorie 2.1.

## Participants
139 coureurs répartis en 18 équipes ont pris le départ de cette édition; soit six équipes UCI Pro, neuf équipes continentales professionnelles et trois équipes continentales.
| UCI WorldTeams   | UCI WorldTeams | UCI WorldTeams |
| Nom de l'équipe  | Pays           | Code           |
| ---------------- | -------------- | -------------- |
| AG2R La Mondiale | France         | ALM            |
| FDJ              | France         | FDJ            |
| Movistar         | Espagne        | MOV            |
| Sky              | Royaume-Uni    | SKY            |
| Lotto NL-Jumbo   | Pays-Bas       | TLJ            |
| Giant-Alpecin    | Allemagne      | TGA            |

| Équipes continentales professionnelles | Équipes continentales professionnelles | Équipes continentales professionnelles |
| Nom de l'équipe                        | Pays                                   | Code                                   |
| -------------------------------------- | -------------------------------------- | -------------------------------------- |
| Direct Énergie                         | France                                 | DEN                                    |
| Fortuneo-Vital Concept                 | France                                 | FVC                                    |
| Delko-Marseille Provence-KTM           | France                                 | DMP                                    |
| Cofidis                                | France                                 | COF                                    |
| Wilier Triestina-Southeast             | Italie                                 | WIL                                    |
| Wanty-Groupe Gobert                    | Belgique                               | WGG                                    |
| Topsport Vlaanderen-Baloise            | Belgique                               | TSV                                    |
| Bardiani CSF                           | Italie                                 | BAR                                    |
| Androni Giocattoli-Sidermec            | Italie                                 | AND                                    |

| Équipes continentales                 | Équipes continentales | Équipes continentales |
| Nom de l'équipe                       | Pays                  | Code                  |
| ------------------------------------- | --------------------- | --------------------- |
| Roubaix Métropole européenne de Lille | France                | RML                   |
| HP BTP-Auber 93                       | France                | AUB                   |
| Armée de Terre                        | France                | ADT                   |

## Étapes
| Étape     | Date    | Villes étapes                 | type                        | Distance (km) | Vainqueur d'étape | Leader du classement général |
| --------- | ------- | ----------------------------- | --------------------------- | ------------- | ----------------- | ---------------------------- |
| 1re étape | 23 août | Angoulême – Puilboreau        |                             | 189,6         | Nacer Bouhanni    | Nacer Bouhanni               |
| 2e étape  | 24 août | La Rochelle – Niort           |                             | 179,8         | Tom Van Asbroeck  | Tom Van Asbroeck             |
| 3e étape  | 25 août | Thuré – Châtellerault         |                             | 95,2          | Nacer Bouhanni    | Nacer Bouhanni               |
| 4e étape  | 25 août | Saint-Sauveur – Châtellerault | contre-la-montre individuel | 23            | Sylvain Chavanel  | Sylvain Chavanel             |
| 5e étape  | 26 août | Thouars – Poitiers            |                             | 171,3         | Sonny Colbrelli   | Sylvain Chavanel             |

## Déroulement de la course

### 1reétape
| \| Classement de l'étape \| Classement de l'étape \| Classement de l'étape \| Classement de l'étape \| Classement de l'étape \| \| Coureur \| Coureur \| Pays \| Équipe \| Temps \| \| --------------------- \| --------------------- \| --------------------- \| -------------------------- \| --------------------- \| \| 1er \| Nacer Bouhanni \| France \| Cofidis, Solutions Crédits \| 4 h 29 min 05 s \| \| 2e \| Roy Jans \| Belgique \| Wanty-Groupe Gobert \| + 0 s \| \| 3e \| Danilo Napolitano \| Italie \| Wanty-Groupe Gobert \| + 0 s \| \| 4e \| Romain Feillu \| France \| HP BTP-Auber 93 \| + 0 s \| \| 5e \| Nicola Ruffoni \| Italie \| Bardiani CSF \| + 0 s \| \| 6e \| Tom Van Asbroeck \| Belgique \| LottoNL-Jumbo \| + 0 s \| \| 7e \| Bryan Coquard \| France \| Direct Énergie \| + 0 s \| \| 8e \| Christophe Laporte \| France \| Cofidis, Solutions Crédits \| + 0 s \| \| 9e \| Yauheni Hutarovich \| Biélorussie \| Fortuneo-Vital Concept \| + 0 s \| \| 10e \| Arnaud Démare \| France \| FDJ \| + 0 s \| |                    |             |                            |                 |
| |                    |             |                            |                 |
| Source : ProCyclingStats |                    |             |                            |                 |
| Classement de l'étape |                    |             |                            |                 |
| Coureur | Coureur            | Pays        | Équipe                     | Temps           |
| 1er | Nacer Bouhanni     | France      | Cofidis, Solutions Crédits | 4 h 29 min 05 s |
| 2e | Roy Jans           | Belgique    | Wanty-Groupe Gobert        | + 0 s           |
| 3e | Danilo Napolitano  | Italie      | Wanty-Groupe Gobert        | + 0 s           |
| 4e | Romain Feillu      | France      | HP BTP-Auber 93            | + 0 s           |
| 5e | Nicola Ruffoni     | Italie      | Bardiani CSF               | + 0 s           |
| 6e | Tom Van Asbroeck   | Belgique    | LottoNL-Jumbo              | + 0 s           |
| 7e | Bryan Coquard      | France      | Direct Énergie             | + 0 s           |
| 8e | Christophe Laporte | France      | Cofidis, Solutions Crédits | + 0 s           |
| 9e | Yauheni Hutarovich | Biélorussie | Fortuneo-Vital Concept     | + 0 s           |
| 10e | Arnaud Démare      | France      | FDJ                        | + 0 s           |

| \| Classement général \| Classement général \| Classement général \| Classement général \| Classement général \| \| Coureur \| Coureur \| Pays \| Équipe \| Temps \| \| ------------------ \| ------------------- \| ------------------ \| ------------------------------------- \| ------------------ \| \| 1er \| Nacer Bouhanni \| France \| Cofidis, Solutions Crédits \| 4 h 28 min 55 s \| \| 2e \| Roy Jans \| Belgique \| Wanty-Groupe Gobert \| + 4 s \| \| 3e \| Julien Bérard \| France \| AG2R La Mondiale \| + 5 s \| \| 4e \| Jimmy Turgis \| France \| Roubaix Métropole européenne de Lille \| + 5 s \| \| 5e \| Danilo Napolitano \| Italie \| Wanty-Groupe Gobert \| + 6 s \| \| 6e \| Nicola Boem \| Italie \| Bardiani CSF \| + 7 s \| \| 7e \| Flavien Dassonville \| France \| HP BTP-Auber 93 \| + 8 s \| \| 8e \| Dieter Bouvry \| Belgique \| Roubaix Métropole européenne de Lille \| + 9 s \| \| 9e \| Romain Feillu \| France \| HP BTP-Auber 93 \| + 10 s \| \| 10e \| Nicola Ruffoni \| Italie \| Bardiani CSF \| + 10 s \| |                     |          |                                       |                 |
| |                     |          |                                       |                 |
| Source : ProCyclingStats |                     |          |                                       |                 |
| Classement général |                     |          |                                       |                 |
| Coureur | Coureur             | Pays     | Équipe                                | Temps           |
| 1er | Nacer Bouhanni      | France   | Cofidis, Solutions Crédits            | 4 h 28 min 55 s |
| 2e | Roy Jans            | Belgique | Wanty-Groupe Gobert                   | + 4 s           |
| 3e | Julien Bérard       | France   | AG2R La Mondiale                      | + 5 s           |
| 4e | Jimmy Turgis        | France   | Roubaix Métropole européenne de Lille | + 5 s           |
| 5e | Danilo Napolitano   | Italie   | Wanty-Groupe Gobert                   | + 6 s           |
| 6e | Nicola Boem         | Italie   | Bardiani CSF                          | + 7 s           |
| 7e | Flavien Dassonville | France   | HP BTP-Auber 93                       | + 8 s           |
| 8e | Dieter Bouvry       | Belgique | Roubaix Métropole européenne de Lille | + 9 s           |
| 9e | Romain Feillu       | France   | HP BTP-Auber 93                       | + 10 s          |
| 10e | Nicola Ruffoni      | Italie   | Bardiani CSF                          | + 10 s          |

### 2eétape
| \| Classement de l'étape \| Classement de l'étape \| Classement de l'étape \| Classement de l'étape \| Classement de l'étape \| \| Coureur \| Coureur \| Pays \| Équipe \| Temps \| \| --------------------- \| --------------------- \| --------------------- \| --------------------------- \| --------------------- \| \| 1er \| Tom Van Asbroeck \| Belgique \| LottoNL-Jumbo \| 4 h 16 min 32 s \| \| 2e \| Manuel Belletti \| Italie \| Wilier Triestina-Southeast \| + 0 s \| \| 3e \| Marco Benfatto \| Italie \| Androni Giocattoli-Sidermec \| + 0 s \| \| 4e \| Romain Feillu \| France \| HP BTP-Auber 93 \| + 0 s \| \| 5e \| Andrew Fenn \| Royaume-Uni \| Team Sky \| + 0 s \| \| 6e \| Roy Jans \| Belgique \| Wanty-Groupe Gobert \| + 0 s \| \| 7e \| Matteo Busato \| Italie \| Wilier Triestina-Southeast \| + 0 s \| \| 8e \| Daniel McLay \| Royaume-Uni \| Fortuneo-Vital Concept \| + 0 s \| \| 9e \| Jorge Arcas \| Espagne \| Movistar Team \| + 0 s \| \| 10e \| Arnaud Démare \| France \| FDJ \| + 0 s \| |                  |             |                             |                 |
| |                  |             |                             |                 |
| Source : ProCyclingStats |                  |             |                             |                 |
| Classement de l'étape |                  |             |                             |                 |
| Coureur | Coureur          | Pays        | Équipe                      | Temps           |
| 1er | Tom Van Asbroeck | Belgique    | LottoNL-Jumbo               | 4 h 16 min 32 s |
| 2e | Manuel Belletti  | Italie      | Wilier Triestina-Southeast  | + 0 s           |
| 3e | Marco Benfatto   | Italie      | Androni Giocattoli-Sidermec | + 0 s           |
| 4e | Romain Feillu    | France      | HP BTP-Auber 93             | + 0 s           |
| 5e | Andrew Fenn      | Royaume-Uni | Team Sky                    | + 0 s           |
| 6e | Roy Jans         | Belgique    | Wanty-Groupe Gobert         | + 0 s           |
| 7e | Matteo Busato    | Italie      | Wilier Triestina-Southeast  | + 0 s           |
| 8e | Daniel McLay     | Royaume-Uni | Fortuneo-Vital Concept      | + 0 s           |
| 9e | Jorge Arcas      | Espagne     | Movistar Team               | + 0 s           |
| 10e | Arnaud Démare    | France      | FDJ                         | + 0 s           |

| \| Classement général \| Classement général \| Classement général \| Classement général \| Classement général \| \| Coureur \| Coureur \| Pays \| Équipe \| Temps \| \| ------------------ \| ------------------ \| ------------------ \| ------------------------------------- \| ------------------ \| \| 1er \| Tom Van Asbroeck \| Belgique \| LottoNL-Jumbo \| 8 h 45 min 27 s \| \| 2e \| Nacer Bouhanni \| France \| Cofidis, Solutions Crédits \| + 0 s \| \| 3e \| Sander Helven \| Belgique \| Topsport Vlaanderen-Baloise \| + 2 s \| \| 4e \| Roy Jans \| Belgique \| Wanty-Groupe Gobert \| + 4 s \| \| 5e \| Manuel Belletti \| Italie \| Wilier Triestina-Southeast \| + 4 s \| \| 6e \| Julien Bérard \| France \| AG2R La Mondiale \| + 5 s \| \| 7e \| Jimmy Turgis \| France \| Roubaix Métropole européenne de Lille \| + 5 s \| \| 8e \| Marco Benfatto \| Italie \| Androni Giocattoli-Sidermec \| + 6 s \| \| 9e \| Danilo Napolitano \| Italie \| Wanty-Groupe Gobert \| + 6 s \| \| 10e \| Nicola Boem \| Italie \| Bardiani CSF \| + 7 s \| |                   |          |                                       |                 |
| |                   |          |                                       |                 |
| Source : ProCyclingStats |                   |          |                                       |                 |
| Classement général |                   |          |                                       |                 |
| Coureur | Coureur           | Pays     | Équipe                                | Temps           |
| 1er | Tom Van Asbroeck  | Belgique | LottoNL-Jumbo                         | 8 h 45 min 27 s |
| 2e | Nacer Bouhanni    | France   | Cofidis, Solutions Crédits            | + 0 s           |
| 3e | Sander Helven     | Belgique | Topsport Vlaanderen-Baloise           | + 2 s           |
| 4e | Roy Jans          | Belgique | Wanty-Groupe Gobert                   | + 4 s           |
| 5e | Manuel Belletti   | Italie   | Wilier Triestina-Southeast            | + 4 s           |
| 6e | Julien Bérard     | France   | AG2R La Mondiale                      | + 5 s           |
| 7e | Jimmy Turgis      | France   | Roubaix Métropole européenne de Lille | + 5 s           |
| 8e | Marco Benfatto    | Italie   | Androni Giocattoli-Sidermec           | + 6 s           |
| 9e | Danilo Napolitano | Italie   | Wanty-Groupe Gobert                   | + 6 s           |
| 10e | Nicola Boem       | Italie   | Bardiani CSF                          | + 7 s           |

### 3eétape
| \| Classement de l'étape \| Classement de l'étape \| Classement de l'étape \| Classement de l'étape \| Classement de l'étape \| \| Coureur \| Coureur \| Pays \| Équipe \| Temps \| \| --------------------- \| --------------------- \| --------------------- \| -------------------------- \| --------------------- \| \| 1er \| Nacer Bouhanni \| France \| Cofidis, Solutions Crédits \| 2 h 15 min 01 s \| \| 2e \| Danilo Napolitano \| Italie \| Wanty-Groupe Gobert \| + 0 s \| \| 3e \| Arnaud Démare \| France \| FDJ \| + 0 s \| \| 4e \| Andrew Fenn \| Royaume-Uni \| Team Sky \| + 0 s \| \| 5e \| Dennis van Winden \| Pays-Bas \| LottoNL-Jumbo \| + 0 s \| \| 6e \| Bryan Coquard \| France \| Direct Énergie \| + 0 s \| \| 7e \| Sonny Colbrelli \| Italie \| Bardiani CSF \| + 0 s \| \| 8e \| Gianni Moscon \| Italie \| Team Sky \| + 0 s \| \| 9e \| Sep Vanmarcke \| Belgique \| LottoNL-Jumbo \| + 0 s \| \| 10e \| Adrien Petit \| France \| Direct Énergie \| + 0 s \| |                   |             |                            |                 |
| |                   |             |                            |                 |
| Source : ProCyclingStats |                   |             |                            |                 |
| Classement de l'étape |                   |             |                            |                 |
| Coureur | Coureur           | Pays        | Équipe                     | Temps           |
| 1er | Nacer Bouhanni    | France      | Cofidis, Solutions Crédits | 2 h 15 min 01 s |
| 2e | Danilo Napolitano | Italie      | Wanty-Groupe Gobert        | + 0 s           |
| 3e | Arnaud Démare     | France      | FDJ                        | + 0 s           |
| 4e | Andrew Fenn       | Royaume-Uni | Team Sky                   | + 0 s           |
| 5e | Dennis van Winden | Pays-Bas    | LottoNL-Jumbo              | + 0 s           |
| 6e | Bryan Coquard     | France      | Direct Énergie             | + 0 s           |
| 7e | Sonny Colbrelli   | Italie      | Bardiani CSF               | + 0 s           |
| 8e | Gianni Moscon     | Italie      | Team Sky                   | + 0 s           |
| 9e | Sep Vanmarcke     | Belgique    | LottoNL-Jumbo              | + 0 s           |
| 10e | Adrien Petit      | France      | Direct Énergie             | + 0 s           |

| \| Classement général \| Classement général \| Classement général \| Classement général \| Classement général \| \| Coureur \| Coureur \| Pays \| Équipe \| Temps \| \| ------------------ \| ------------------ \| ------------------ \| ------------------------------------- \| ------------------ \| \| 1er \| Nacer Bouhanni \| France \| Cofidis, Solutions Crédits \| 11 h 00 min 22 s \| \| 2e \| Tom Van Asbroeck \| Belgique \| LottoNL-Jumbo \| + 6 s \| \| 3e \| Danilo Napolitano \| Italie \| Wanty-Groupe Gobert \| + 8 s \| \| 4e \| Sander Helven \| Belgique \| Topsport Vlaanderen-Baloise \| + 8 s \| \| 5e \| Roy Jans \| Belgique \| Wanty-Groupe Gobert \| + 10 s \| \| 6e \| Manuel Belletti \| Italie \| Wilier Triestina-Southeast \| + 10 s \| \| 7e \| Julien Bérard \| France \| AG2R La Mondiale \| + 11 s \| \| 8e \| Jimmy Turgis \| France \| Roubaix Métropole européenne de Lille \| + 11 s \| \| 9e \| Marco Benfatto \| Italie \| Androni Giocattoli-Sidermec \| + 12 s \| \| 10e \| Damien Touzé \| France \| HP BTP-Auber 93 \| + 13 s \| |                   |          |                                       |                  |
| |                   |          |                                       |                  |
| Source : ProCyclingStats |                   |          |                                       |                  |
| Classement général |                   |          |                                       |                  |
| Coureur | Coureur           | Pays     | Équipe                                | Temps            |
| 1er | Nacer Bouhanni    | France   | Cofidis, Solutions Crédits            | 11 h 00 min 22 s |
| 2e | Tom Van Asbroeck  | Belgique | LottoNL-Jumbo                         | + 6 s            |
| 3e | Danilo Napolitano | Italie   | Wanty-Groupe Gobert                   | + 8 s            |
| 4e | Sander Helven     | Belgique | Topsport Vlaanderen-Baloise           | + 8 s            |
| 5e | Roy Jans          | Belgique | Wanty-Groupe Gobert                   | + 10 s           |
| 6e | Manuel Belletti   | Italie   | Wilier Triestina-Southeast            | + 10 s           |
| 7e | Julien Bérard     | France   | AG2R La Mondiale                      | + 11 s           |
| 8e | Jimmy Turgis      | France   | Roubaix Métropole européenne de Lille | + 11 s           |
| 9e | Marco Benfatto    | Italie   | Androni Giocattoli-Sidermec           | + 12 s           |
| 10e | Damien Touzé      | France   | HP BTP-Auber 93                       | + 13 s           |

### 4eétape
| \| Classement de l'étape \| Classement de l'étape \| Classement de l'étape \| Classement de l'étape \| Classement de l'étape \| \| Coureur \| Coureur \| Pays \| Équipe \| Temps \| \| --------------------- \| --------------------- \| --------------------- \| --------------------- \| --------------------- \| \| 1er \| Sylvain Chavanel \| France \| Direct Énergie \| 26 min 51 s \| \| 2e \| Wilco Kelderman \| Pays-Bas \| LottoNL-Jumbo \| + 30 s \| \| 3e \| Nélson Oliveira \| Portugal \| Movistar Team \| + 30 s \| \| 4e \| Primož Roglič \| Slovénie \| LottoNL-Jumbo \| + 33 s \| \| 5e \| Gianni Moscon \| Italie \| Team Sky \| + 51 s \| \| 6e \| Anthony Roux \| France \| FDJ \| + 55 s \| \| 7e \| Jérémy Roy \| France \| FDJ \| + 57 s \| \| 8e \| Ben Swift \| Royaume-Uni \| Team Sky \| + 1 min 02 s \| \| 9e \| Søren Kragh Andersen \| Danemark \| Giant-Alpecin \| + 1 min 08 s \| \| 10e \| Sep Vanmarcke \| Belgique \| LottoNL-Jumbo \| + 1 min 12 s \| |                      |             |                |              |
| |                      |             |                |              |
| Source : ProCyclingStats |                      |             |                |              |
| Classement de l'étape |                      |             |                |              |
| Coureur | Coureur              | Pays        | Équipe         | Temps        |
| 1er | Sylvain Chavanel     | France      | Direct Énergie | 26 min 51 s  |
| 2e | Wilco Kelderman      | Pays-Bas    | LottoNL-Jumbo  | + 30 s       |
| 3e | Nélson Oliveira      | Portugal    | Movistar Team  | + 30 s       |
| 4e | Primož Roglič        | Slovénie    | LottoNL-Jumbo  | + 33 s       |
| 5e | Gianni Moscon        | Italie      | Team Sky       | + 51 s       |
| 6e | Anthony Roux         | France      | FDJ            | + 55 s       |
| 7e | Jérémy Roy           | France      | FDJ            | + 57 s       |
| 8e | Ben Swift            | Royaume-Uni | Team Sky       | + 1 min 02 s |
| 9e | Søren Kragh Andersen | Danemark    | Giant-Alpecin  | + 1 min 08 s |
| 10e | Sep Vanmarcke        | Belgique    | LottoNL-Jumbo  | + 1 min 12 s |

| \| Classement général \| Classement général \| Classement général \| Classement général \| Classement général \| \| Coureur \| Coureur \| Pays \| Équipe \| Temps \| \| ------------------ \| -------------------- \| ------------------ \| ------------------ \| ------------------ \| \| 1er \| Sylvain Chavanel \| France \| Direct Énergie \| 11 h 27 min 29 s \| \| 2e \| Wilco Kelderman \| Pays-Bas \| LottoNL-Jumbo \| + 30 s \| \| 3e \| Nélson Oliveira \| Portugal \| Movistar Team \| + 30 s \| \| 4e \| Primož Roglič \| Slovénie \| LottoNL-Jumbo \| + 33 s \| \| 5e \| Gianni Moscon \| Italie \| Team Sky \| + 51 s \| \| 6e \| Anthony Roux \| France \| FDJ \| + 55 s \| \| 7e \| Jérémy Roy \| France \| FDJ \| + 57 s \| \| 8e \| Ben Swift \| Royaume-Uni \| Team Sky \| + 1 min 02 s \| \| 9e \| Søren Kragh Andersen \| Danemark \| Giant-Alpecin \| + 1 min 08 s \| \| 10e \| Sep Vanmarcke \| Belgique \| LottoNL-Jumbo \| + 1 min 12 s \| |                      |             |                |                  |
| |                      |             |                |                  |
| Source : ProCyclingStats |                      |             |                |                  |
| Classement général |                      |             |                |                  |
| Coureur | Coureur              | Pays        | Équipe         | Temps            |
| 1er | Sylvain Chavanel     | France      | Direct Énergie | 11 h 27 min 29 s |
| 2e | Wilco Kelderman      | Pays-Bas    | LottoNL-Jumbo  | + 30 s           |
| 3e | Nélson Oliveira      | Portugal    | Movistar Team  | + 30 s           |
| 4e | Primož Roglič        | Slovénie    | LottoNL-Jumbo  | + 33 s           |
| 5e | Gianni Moscon        | Italie      | Team Sky       | + 51 s           |
| 6e | Anthony Roux         | France      | FDJ            | + 55 s           |
| 7e | Jérémy Roy           | France      | FDJ            | + 57 s           |
| 8e | Ben Swift            | Royaume-Uni | Team Sky       | + 1 min 02 s     |
| 9e | Søren Kragh Andersen | Danemark    | Giant-Alpecin  | + 1 min 08 s     |
| 10e | Sep Vanmarcke        | Belgique    | LottoNL-Jumbo  | + 1 min 12 s     |

### 5eétape
| \| Classement de l'étape \| Classement de l'étape \| Classement de l'étape \| Classement de l'étape \| Classement de l'étape \| \| Coureur \| Coureur \| Pays \| Équipe \| Temps \| \| --------------------- \| --------------------- \| --------------------- \| ------------------------------------- \| --------------------- \| \| 1er \| Sonny Colbrelli \| Italie \| Bardiani CSF \| 4 h 03 min 42 s \| \| 2e \| Ben Swift \| Royaume-Uni \| Team Sky \| + 0 s \| \| 3e \| Romain Feillu \| France \| HP BTP-Auber 93 \| + 0 s \| \| 4e \| Maxime Vantomme \| Belgique \| Roubaix Métropole européenne de Lille \| + 0 s \| \| 5e \| Daniel McLay \| Royaume-Uni \| Fortuneo-Vital Concept \| + 0 s \| \| 6e \| Tom Van Asbroeck \| Belgique \| LottoNL-Jumbo \| + 0 s \| \| 7e \| Anthony Roux \| France \| FDJ \| + 0 s \| \| 8e \| Thomas Sprengers \| Belgique \| Topsport Vlaanderen-Baloise \| + 0 s \| \| 9e \| Anthony Maldonado \| France \| HP BTP-Auber 93 \| + 0 s \| \| 10e \| Bryan Coquard \| France \| Direct Énergie \| + 0 s \| |                   |             |                                       |                 |
| |                   |             |                                       |                 |
| Source : ProCyclingStats |                   |             |                                       |                 |
| Classement de l'étape |                   |             |                                       |                 |
| Coureur | Coureur           | Pays        | Équipe                                | Temps           |
| 1er | Sonny Colbrelli   | Italie      | Bardiani CSF                          | 4 h 03 min 42 s |
| 2e | Ben Swift         | Royaume-Uni | Team Sky                              | + 0 s           |
| 3e | Romain Feillu     | France      | HP BTP-Auber 93                       | + 0 s           |
| 4e | Maxime Vantomme   | Belgique    | Roubaix Métropole européenne de Lille | + 0 s           |
| 5e | Daniel McLay      | Royaume-Uni | Fortuneo-Vital Concept                | + 0 s           |
| 6e | Tom Van Asbroeck  | Belgique    | LottoNL-Jumbo                         | + 0 s           |
| 7e | Anthony Roux      | France      | FDJ                                   | + 0 s           |
| 8e | Thomas Sprengers  | Belgique    | Topsport Vlaanderen-Baloise           | + 0 s           |
| 9e | Anthony Maldonado | France      | HP BTP-Auber 93                       | + 0 s           |
| 10e | Bryan Coquard     | France      | Direct Énergie                        | + 0 s           |

## Classements finals

### Classement général
| \| Classement général \| Classement général \| Classement général \| Classement général \| Classement général \| \| Coureur \| Coureur \| Pays \| Équipe \| Temps \| \| ------------------ \| ------------------ \| ------------------ \| ------------------ \| ------------------ \| \| 1er \| Sylvain Chavanel \| France \| Direct Énergie \| 15 h 31 min 11 s \| \| 2e \| Wilco Kelderman \| Pays-Bas \| LottoNL-Jumbo \| + 30 s \| \| 3e \| Nélson Oliveira \| Portugal \| Movistar Team \| + 30 s \| \| 4e \| Primož Roglič \| Slovénie \| LottoNL-Jumbo \| + 33 s \| \| 5e \| Gianni Moscon \| Italie \| Team Sky \| + 51 s \| \| 6e \| Anthony Roux \| France \| FDJ \| + 55 s \| \| 7e \| Ben Swift \| Royaume-Uni \| Team Sky \| + 56 s \| \| 8e \| Jérémy Roy \| France \| FDJ \| + 57 s \| \| 9e \| Sep Vanmarcke \| Belgique \| LottoNL-Jumbo \| + 1 min 12 s \| \| 10e \| Sam Oomen \| Pays-Bas \| Giant-Alpecin \| + 1 min 20 s \| |                  |             |                |                  |
| |                  |             |                |                  |
| Source : ProCyclingStats |                  |             |                |                  |
| Classement général |                  |             |                |                  |
| Coureur | Coureur          | Pays        | Équipe         | Temps            |
| 1er | Sylvain Chavanel | France      | Direct Énergie | 15 h 31 min 11 s |
| 2e | Wilco Kelderman  | Pays-Bas    | LottoNL-Jumbo  | + 30 s           |
| 3e | Nélson Oliveira  | Portugal    | Movistar Team  | + 30 s           |
| 4e | Primož Roglič    | Slovénie    | LottoNL-Jumbo  | + 33 s           |
| 5e | Gianni Moscon    | Italie      | Team Sky       | + 51 s           |
| 6e | Anthony Roux     | France      | FDJ            | + 55 s           |
| 7e | Ben Swift        | Royaume-Uni | Team Sky       | + 56 s           |
| 8e | Jérémy Roy       | France      | FDJ            | + 57 s           |
| 9e | Sep Vanmarcke    | Belgique    | LottoNL-Jumbo  | + 1 min 12 s     |
| 10e | Sam Oomen        | Pays-Bas    | Giant-Alpecin  | + 1 min 20 s     |

## UCI Europe Tour
Ce Tour du Poitou-Charentes 2016 attribue des points pour l'UCI Europe Tour 2016, y compris aux coureurs faisant partie d'une équipe ayant un label WorldTeam. De plus la course donne le même nombre de points individuellement à tous les coureurs pour le Classement mondial UCI 2016.
|                     | TOTAL | #1 | #2 | #3 | #4 | #5 | GENERAL |
| ------------------- | ----- | -- | -- | -- | -- | -- | ------- |
| Sylvain Chavanel    | 145   |    |    |    | 17 | 3  | 125     |
| Wilco Kelderman     | 90    |    |    |    | 5  |    | 85      |
| Primož Roglic       | 60    |    |    |    |    |    | 60      |
| Gianni Moscon       | 50    |    |    |    |    |    | 50      |
| Ben Swift           | 40    |    |    |    |    | 5  | 35      |
| Anthony Roux        | 40    |    |    |    |    |    | 40      |
| Nacer Bouhanni      | 34    | 17 |    | 17 |    |    |         |
| Jérémy Roy          | 30    |    |    |    |    |    | 30      |
| Sep Vanmarcke       | 25    |    |    |    |    |    | 25      |
| Tom Van Asbroeck    | 22    |    | 17 |    |    |    | 5       |
| Sam Oomen           | 20    |    |    |    |    |    | 20      |
| Jorge Arcas         | 15    |    |    |    |    |    | 15      |
| Sonny Colbrelli     | 14    |    |    |    |    | 14 |         |
| Patrick Gretsch     | 10    |    |    |    |    |    | 10      |
| Danilo Napolitano   | 8     | 3  |    | 5  |    |    |         |
| Roy Jans            | 5     | 5  |    |    |    |    |         |
| Manuel Belletti     | 5     |    | 5  |    |    |    |         |
| Daniel Mclay        | 5     |    |    |    |    |    | 5       |
| Ignatas Konovalovas | 5     |    |    |    |    |    | 5       |
| Marco Benfatto      | 3     |    | 3  |    |    |    |         |
| Arnaud Démare       | 3     |    |    | 3  |    |    |         |
| Nelson Oliveira     | 73    |    |    |    | 3  |    | 70      |
| Romain Feillu       | 3     |    |    |    |    | 3  |         |
| Eliot Lietaer       | 3     |    |    |    |    |    | 3       |
| Gaetan Bille        | 3     |    |    |    |    |    | 3       |
| Maxime Vantomme     | 3     |    |    |    |    |    | 3       |
| Alberto Nardin      | 3     |    |    |    |    |    | 3       |
| Yoann Offredo       | 3     |    |    |    |    |    | 3       |
| Thomas Sprengers    | 3     |    |    |    |    |    | 3       |
| Christophe Laporte  | 3     |    |    |    |    |    | 3       |
| Boris Dron          | 3     |    |    |    |    |    | 3       |
| Bryan Coquard       | 3     |    |    |    |    |    | 3       |
| Preben Van Hecke    | 3     |    |    |    |    |    | 3       |